# Amber Rose Revah
Amber Rose Revah (Londres, Reino Unido, 24 de junio de 1986) es una actriz británica conocida por interpretar a Dinah Madani en la serie de Marvel y Netflix The Punisher.[cita requerida]

## Carrera
Amber Rose comenzó su carrera en el cine en la película "I Can't Think Straight". Luego, el director le pidió hacer un casting para un papel en su siguiente película, The World Unseen (El mundo invisible), filmada en Ciudad del Cabo. 
Posteriormente, consiguió un papel junto a la actriz Rachel Weisz para trabajar en una de las producciones independientes de Alejandro Amenábar, llamada Agora. 
Fue elegida para interpretar a Nichole en la película de Luc Besson y Pierre Morels, From Paris with Love (Desde París con amor), actuando junto a John Travolta y Jonathan Rhys Meyers. 
Apareció también en una de las películas de Lee Tamahori, The Devil's Double, donde dio vida a la novia. Luego, interpretó un papel en Hussein Family, como la hermana menor de Uday. 
En 2013 fue elegida para interpretar a María Magdalena, una de las discípulas de Jesús, en la miniserie de Mark Burnett y Roma Downeys The Bible (en español, La Biblia). Volvió a interpretar el mismo rol en 2014 en la película Son of God (en español, Hijo de Dios).
En 2017 se unió al elenco principal de la serie de Netflix The Punisher, donde da vida a Dinah Madani, una agente del Departamento de Seguridad de los Estados Unidos.

## Filmografía

### Series de televisión
| Año         | Título                     | Personaje          | Notas                                |
| ----------- | -------------------------- | ------------------ | ------------------------------------ |
| 2022        | Last Light                 | Mika Bakhash       | 5 episodios                          |
| 2022        | The Peripheral             | Grace Hogart       | 2 episodios                          |
| 2017 - 2019 | The Punisher               | Dinah Madani       | 26 episodios                         |
| 2017        | Emerald City               | Miranda            | episodio "Mistress - New - Mistress" |
| 2016        | Midsomer Murders           | Jessica Myerscough | episodio "Harvest of Souls"          |
| 2015 - 2016 | Indian Summers             | Leena Prasad       | 14 episodios - miniserie             |
| 2015        | Silent Witness             | Yasmin Doshi       | 2 episodios                          |
| 2015        | Foyle's War                | Lea Fisher         | episodio "Trespass"                  |
| 2013        | What Remains               | Vidya              | 4 episodios                          |
| 2013        | The Bible                  | María Magdalena    | 4 episodios - miniserie              |
| 2012        | The Mystery of Edwin Drood | Helena Landless    | 2 episodios                          |
| 2011        | Borgia                     | Maacah Bat-Talmai  | 3 episodios                          |

### Películas
| Año  | Título     | Personaje       | Notas |
| ---- | ---------- | --------------- | --- |
| 2014 | Son of God | María Magdalena | Junto a Diogo Morgado, Roma Downey, Darwin Shaw, Paul Marc Davis, Sebastian Knapp, Said Bey, Mateo Gravelle y Simon Kunz |